# La Canal (la Nou de Berguedà)
La Canal és una obra del municipi de la Nou de Berguedà (Berguedà) inclosa en l'Inventari del Patrimoni Arquitectònic de Catalunya.

## Descripció
Es tracta d'una masia d'estructura clàssica, amb coberta a dues vessants i amb el carener perpendicular a la façana de migdia. Aquesta façana presenta una doble eixida d'arcs rebaixats sostinguts per pilars amb una balconada de ferro forjat. La porta d'accés és al mur de llevant i és un exemplar allindanat, mentre que l'entrada a les corts situades a la planta baixa és d'arc rebaixat fet amb grans dovelles. La masia va ser arrebossada en el últims anys i es conserva molt bé.

## Història
Va ser construïda al segle xviii. És una masia situada al terme parroquial de Sant Martí de la Nou, dins dels dominis jurisdiccionals del monestir de Santa Maria de Ripoll.